# دلیر نظرف
دلیر نظرف (به تاجیکی: Далер Назаров) ترانه‌سرا، خواننده، آهنگساز و هنرپیشهٔ تاجیکی است.
او در تاجیکستان متولد شده‌است و فعالیت‌های هنری خود را در اوایل سال‌های ۱۹۸۰ میلادی در شهر دوشنبه که بیش‌تر عمر خود را در آنجا گذرانده، آغاز کرد. وی در زمان جنگ داخلی تاجیکستان، در بین سال‌های ۱۹۹۰ تا ۱۹۹۷ میلادی، در شهر آلماآتی در کشور قزاقستان زندگی می‌کرد.
نظرف در فیلم‌های بسیاری از جمله سکس و فلسفه ایفای نقش کرده‌است.